# Námořní pěchota

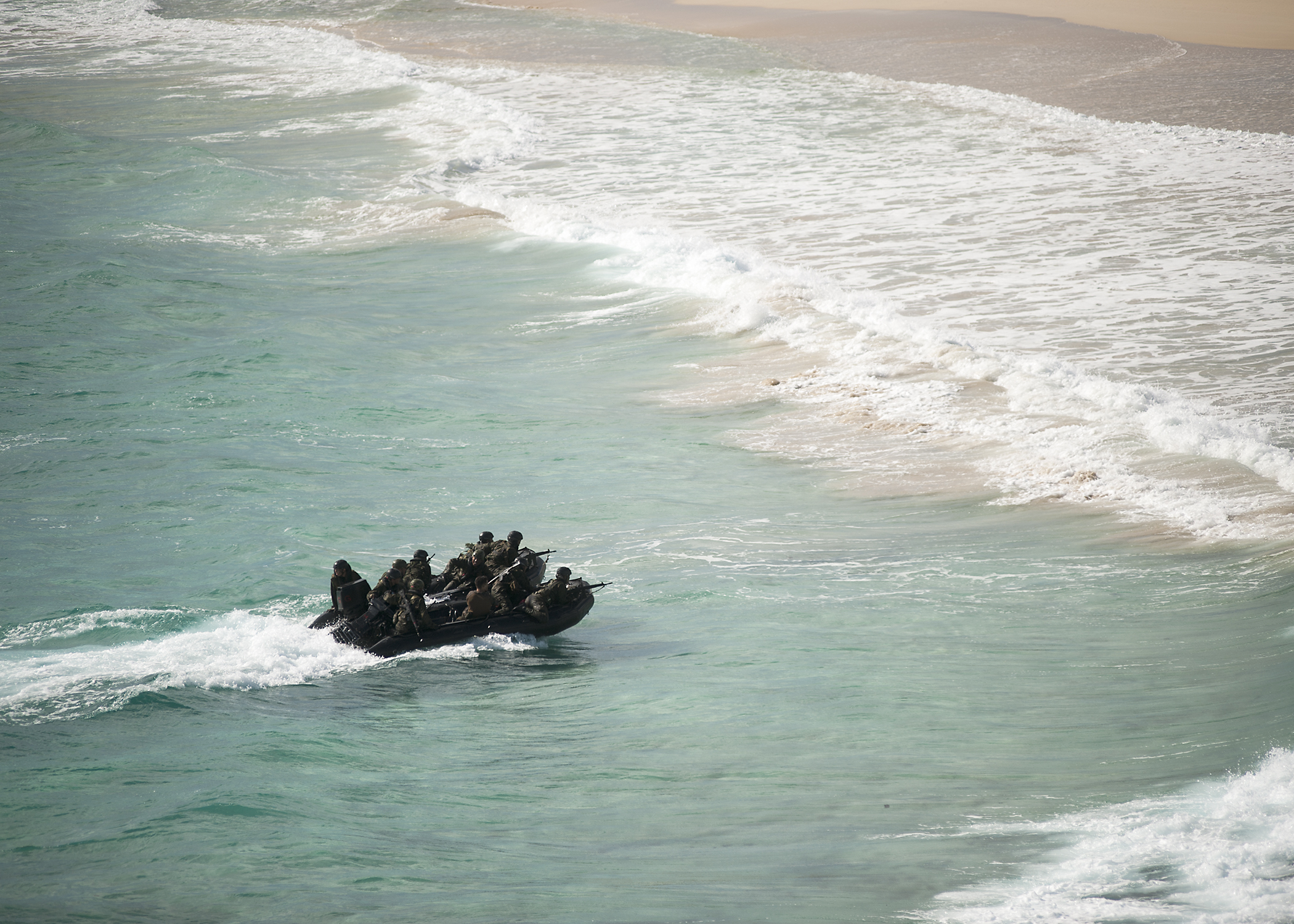
Příslušníci Americké námořní pěchoty při cvičení roku 2014

Námořní pěchota (anglicky Naval infantry) nebo též mariňáci (anglicky Marines) je vojenská složka, kterou tvoří personál vycvičený k působení jak na moři, tak na pevnině, s důrazem na obojživelný boj. Historicky mezi hlavní úkoly námořní pěchoty patřily přepadové operace na pobřeží a obsazování lodí během námořních střetů nebo při zabírání kořistních plavidel. Příslušníci námořní pěchoty se rovněž podíleli na udržování bezpečnosti, kázně a pořádku na palubách lodí, což souviselo s historickým nuceným verbováním posádek a rizikem vzpoury. 
V moderní době jsou hlavním úkolem námořní pěchoty jsou vojenské operace v pobřežních oblastech. Námořní pěchota se na břeh obvykle přepravuje pomocí člunů, vyloďovacích plavidel, vznášedel, obojživelných vozidel nebo vrtulníků. Specializované jednotky absolvují výcvik také v bojovém potápění a výsadkových operacích. Vedle obojživelných operací se příslušníci námořní pěchoty podílejí i na dalších úkolech spojených s námořnictvem, například na základnách či na palubách lodí, kde vykonávají strážní a bezpečnostní službu, provádějí menší přepadové akce, obsazování lodí, zajišťují ochranu námořních objektů, působí při říčních a pobřežních misích, případně plní úkoly spojené s obslužnými činnostmi. 
Kromě hlavních úkolů plní námořní pěchota také další mise, včetně speciálních operací a pozemního boje nezávislého na námořních úkolech, dále vykonává ceremoniální povinnosti a další úkoly dle zadání příslušných vlád. Ve většině států je námořní pěchota součástí námořnictva, například britská Královská námořní pěchota (Royal Marines). V některých zemích však spadá pod pozemní armádu, například francouzské Troupes de Marine, nebo se jedná o samostatnou složku ozbrojených sil, jak je tomu u Námořní pěchoty Spojených států amerických (United States Marine Corps) či Námořní pěchoty Ukrajiny (Морська піхота, Morska pichota).

## Historie
V počátcích námořních válek neexistovalo výrazné rozlišení mezi námořníky a vojáky na palubách válečných lodí. Veslaři na lodích starověkého Řecka a Říma museli být schopni vést boj zblízka s posádkami nepřátelských lodí. Na řeckých lodích se však postupně začali objevovat hoplíté, kteří byli vyčleněni speciálně pro přepady a obsazování nepřátelských plavidel. Později Římská republika rozpoznala význam profesionálních vojáků určených k boji zblízka na palubách lodí a zavedla námořní pěšáky (latinsky Marinus) v rámci systému palubních funkcí spolu s veslaři, řemeslníky a dalšími specialisty. Ti byli speciálně vycvičeni k útokům na zahákovanou loď pomocí zbraně zvané havran.
První organizovaný sbor námořní pěchoty vznikl v Benátkách za dóžete Enrica Dandola, který vytvořil pluk o deseti rotách rozmístěných na několika lodích. Tento sbor se podílel na vyplenění Konstantinopole roku 1204 a od roku 1550 byl oficiálně přejmenován na Fanti da Mar (mořská pěchota). Benátky rovněž disponovaly expedičními sbory námořní pěchoty, které byly rekrutovány především z Dalmácie a byly označovány jako Oltremarini (zámořské jednotky).
Španělský král Karel I. v roce 1537 zařadil námořní pěchotu do Escuadras de Galeras del Mediterráneo (Středomořské galérní eskadry). Tyto jednotky jsou považovány za předchůdce dnešního sboru španělské námořní pěchoty (Infantería de Marina), který je nejstarším dosud aktivním sborem námořní pěchoty na světě.